# Zadławienie
Zadławienie – jeden ze stanów nagłego zagrożenia życia, polegający na dostaniu się ciała obcego do dróg oddechowych osoby poszkodowanej i spowodowanie całkowitego lub częściowego ich zatkania.
Przy zadławieniu rozróżnia się:
- niedrożność dróg oddechowych częściową (łagodną)
- i całkowitą (ciężką)

Zadławienie skutkuje zaburzeniem prawidłowego przepływu powietrza w drogach oddechowych i z czasem prowadzi do hipoksji (niedotlenienia). Jeśli ciało obce nie zostanie usunięte, dochodzi do zatrzymania krążenia i śmierci.
Pierwsza pomoc przy zadławieniu polega na wykonaniu rękoczynu Heimlicha.